# Чабаново (Луганская область)
Чабаново (укр. Чабанове) — село, относится к Белокуракинскому району Луганской области Украины.
Население по переписи 2001 года составляло 74 человека. Почтовый индекс — 92212. Телефонный код — 6462. Занимает площадь 0,96 км². Код КОАТУУ — 4420988009.

## Местный совет
92215, Луганська обл., Білокуракинський р-н, с. Тимошине  (укр.)